# Departamento Caleu Caleu
Caleu Caleu es un departamento en la provincia de La Pampa en Argentina. Su localidad cabecera es La Adela.

## Gobiernos locales
Su territorio se divide entre:
- Municipio de La Adela (parte de su zona rural está en el departamento Lihuel Calel)
- Zona rural del municipio de Bernasconi (el resto se extiende en el departamento Hucal)
- Zona rural del municipio de General San Martín (el resto se extiende en el departamento Hucal)
- Zona rural del municipio de Jacinto Aráuz (el resto se extiende en el departamento Hucal)

## Superficie, límites y accesos

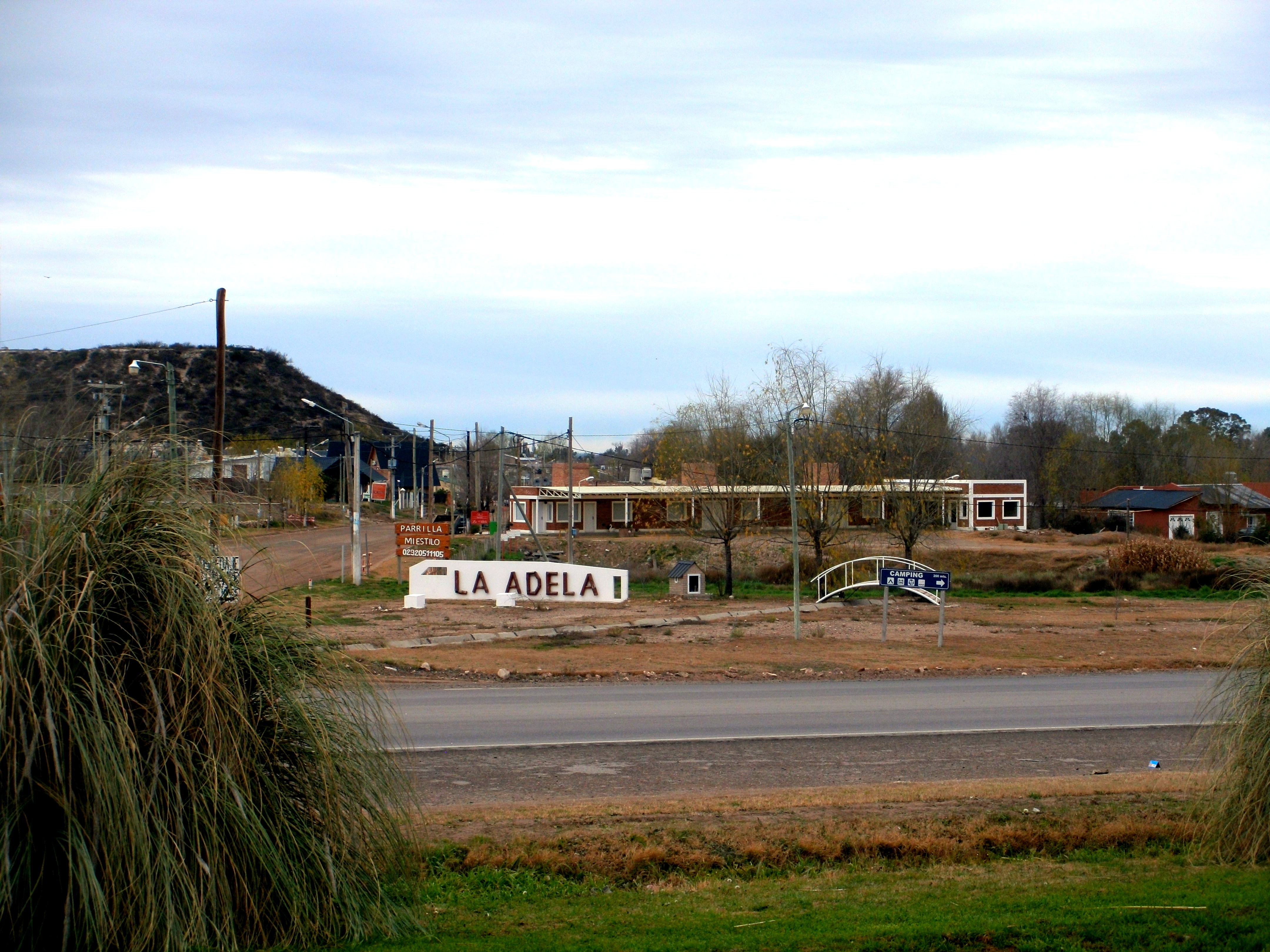
Ingreso a la localidad con su notoria geografía

El departamento tiene una extensión de 9 078 km² y limita al este con la provincia de Buenos Aires, al norte con el departamento Hucal, al oeste con el departamento  Lihuel Calel y al sur la provincia de Río Negro, en el límite natural dado por el Río Colorado.

Se accede al departamento por las rutas nacionales RN 154 y RN 22 y provincial RP 1.

### Rutas principales
- Ruta Nacional 22
- Ruta Nacional 154
- Ruta provincial 1
- Ruta provincial 9
- Ruta provincial 30
- Ruta provincial 32

## Población
El departamento contó con 2611 habitantes (Indec, 2022), lo que representó un incremento del 12,9% frente a los 2313 habitantes (Indec, 2010) del censo anterior.

| Gráfica de evolución demográfica de Caleu Caleu entre 1991 y 2022 |
|                                                                   |
| Fuente: Censos nacionales del INDEC                               |

## Toponimia
El nombre deriva de la expresión mapuche que significa «numerosas gaviotas». Según algunas versiones, la palabra «caleu» sería una alteración de «chólle», nombre que se le daba a la gaviota grande. La repetición daría la idea de «multitud».

## Economía
El departamento Caleu Caleu forma parte de la Microrregión 10, uno de los sectores en los cuales el Ministerio de la Producción de La Pampa subdividió virtualmente a la provincia, a los efectos del análisis de la problemática regional y la definición y puesta en marcha de planes de desarrollo. Esta microrregión se caracteriza por unidades de producción intensiva bajo riego, en las zonas cercanas a la ribera del río Colorado, dedicadas principalmente a cultivos frutihortícolas y ganadería bovina extensiva en grandes superficies en las zonas del norte y oeste del departamento.

## Sitios de interés
La ciudad de La Adela está ubicada sobre la costa del río Colorado. En la zona se practica la pesca deportiva y, contando con las autorizaciones requeridas, la caza.
En la zona norte del departamento se encuentra la laguna Blanca Grande, punto de interés para los aficionados a la pesca deportiva.